# 德雷福斯事件

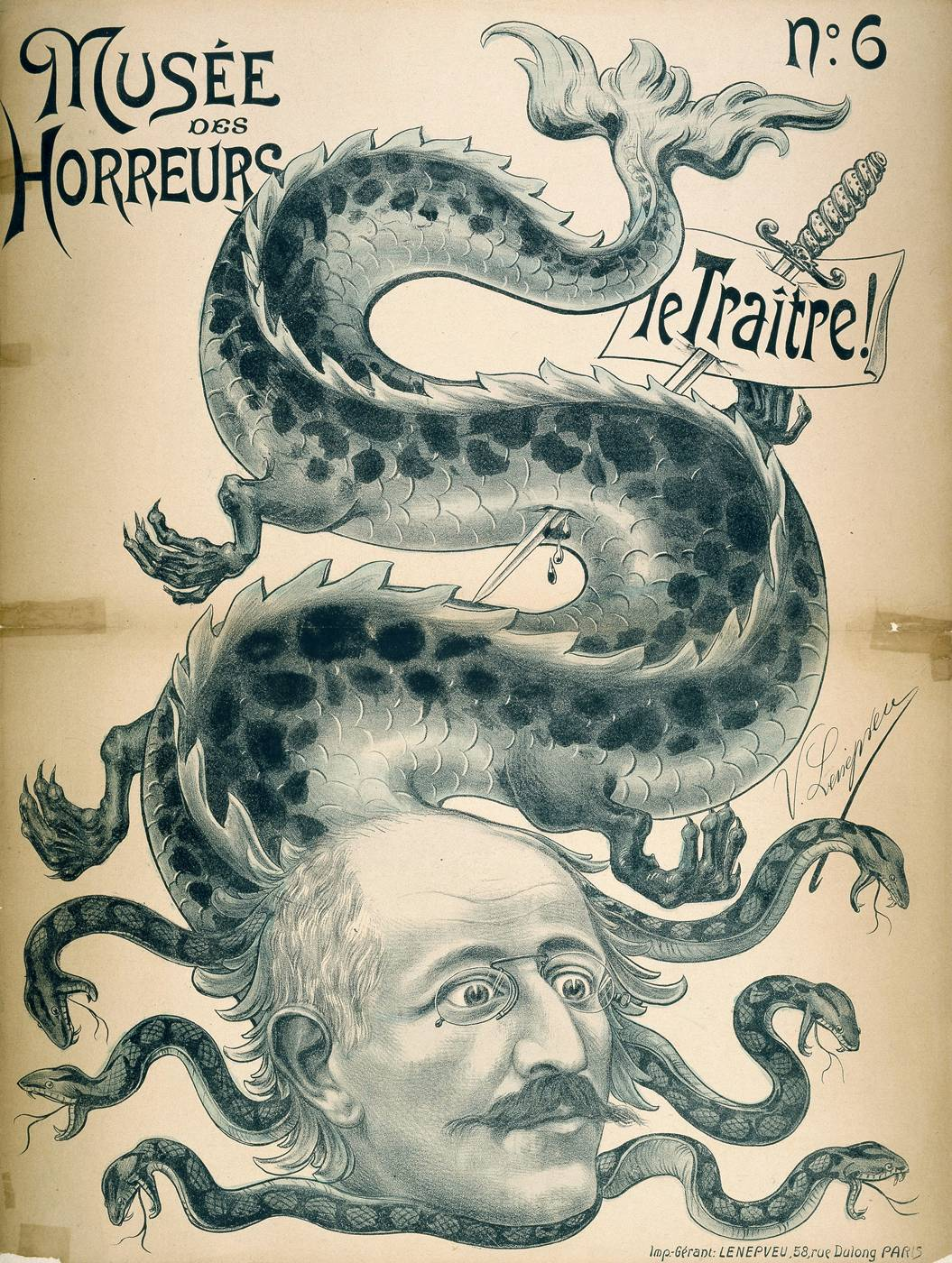
当时的德雷福斯漫画

德雷福斯事件（法語：Affaire Dreyfus，發音：[lafɛːʁ dʁɛfys]），或称德雷福斯丑闻、德雷福斯冤案是19世纪末发生在法国的一宗政治事件與社會運動事件，事件起于1894年一名犹太裔法國軍官阿尔弗雷德·德雷福斯被误判为叛国重罪，在當時反猶氛圍甚重的的法国社会，爆发了嚴重的衝突和爭論。爭論以1898年初名作家左拉投書支持德雷福斯之清白為開端，激起了為期十多年、天翻地覆的社會大改造運動（1898-1914年）。
此后经过多次重审以及政治环境的变化，德雷福斯终于1906年7月12日获得平反，正式成為国家英雄，而連帶的社會改造運動也以1905年法國政教分離法的通過達到高峰。此項社會改造運動（1898-1914年），與同期的美國進步時代（1893-1920年）、英國「新政自由主義」的社福改造運動（1906-1914年），屬於20世紀初歐美「進步派」社會改造運動中，三項較受矚目且較知名的改革浪潮。

## 背景：19世紀末竄升的反猶氛圍
自1871年第三共和國建立以來，政府高層貪汙收賄、腐敗不法的事件頻傳，其中在法國金融界佔有很大勢力的猶太銀行家，就有某些特定人士經常捲入與政客勾結的醜聞中，因而保守派的社會賢達大力抨擊說，政府的貪汙、腐敗，猶太人在很大程度上難辭其咎，加重了軍界與社會上的反猶氛圍。譬如反猶主義記者愛德華·德呂蒙（1844-1917）堅稱「軍隊中的猶太人正在損害國家利益」，於是他在1889年和一群保守傾向的天主教虔誠派、向德復仇的極端民族派，組成一個「醜惡且熱烈」的反猶聯盟，並在1892年創立此聯盟的機關報──《言論自由報》，試圖把握任何機會將法國猶太人或其影響力「掃地出門」。德呂蒙與其為數眾多的粉絲經常標舉一個口號：「法國只屬於法蘭西民族」（背後意思是──「染指法國的猶太魔手必須被斬斷」）
1892年爆發的巴拿馬運河醜聞也大大地促升了反猶主義的上升。巴拿馬醜聞涉及到斐迪南·德·雷賽布建造巴拿馬運河失敗的巨大代價。由於疾病、死亡、效率低下和普遍的腐敗，1889年負責這個大型項目的巴拿馬運河公司破產了，造成了近10億法郎的損失，8.5萬名中小股東的股票和債券無法兌現，一些人因破產而自殺。這被認為是19世紀最大的貨幣腐敗醜聞。由於法國政界從部長、參眾議員到報界名人共104人收受運河公司的賄賂，對巴拿馬運河公司的財務困難沉默及護航，不久在一片譁然、火爆究責的輿論與情緒中，反猶急先鋒的德呂蒙在其《言論自由報》中揭露詳細的收賄名單，以及運河公司「僱用」了部分猶太富豪（銀行及公司老闆）作賄賂中央權貴的中介人及白手套，這不但讓《言論自由報》瞬間成為法國最有影響力的報紙之一，更使得極端民族主義者將反猶主義推升到百年未見的高峰，這是法國1789年大革命之後，史無前例的一次反猶海嘯。

## 事件经过
1894年9月，法国情报机构透過一位名為瑪麗·巴斯蒂安的女士獲得情資，她的工作是德國駐法國大使館清潔工，同時身兼法國間諜。1894年9月25日，她從德國駐法武官馬克希米利安·馮·斯瓦茲柯本中校在辦公室的廢紙簍中盜出一封被撕毀的信件。復原信件後，法國情報單位知道這封信是一封未帶簽名的投誠信函，這個無名氏願意向德國提供幾項法國軍事情報：
1. 120公厘火炮液壓制退器的測試紀錄及經驗
2. 部隊調整概要
3. 炮兵編制調整
4. 馬達加斯加的相關紀錄
5. 野戰砲測試概要（1894年3月14日）

從這封信件中，顯而易見的是意圖洩密者與法國炮兵牽連甚密，而且可能是潛伏在總參謀部的高級參謀當中。法國戰爭部從情報部門接管調查後，開始過濾潛伏者的背景輪廓；調查軍官認為，該名洩密者能接觸到120公厘以上的重炮技術資訊，必然有法國高等軍事學院、巴黎軍事學校、巴黎綜合理工學院、聖西爾軍校等專業軍官教育才可理解。由於縮小了搜索範圍，最後調查人員鎖定一名法國陸軍炮兵上尉军官阿尔弗雷德·德雷福斯。德雷福斯是犹太裔，出生於亞爾薩斯，因1871年普法戰爭戰敗之故舉家遷居巴黎，但仍有部分兄弟保留德國國籍，以經營在德之工廠。入伍後，德雷福斯在1893年1月1日進入總參謀部工作，同時在一年前因为父亲的葬礼去米卢斯，也就是说去了德意志帝国领土。
1894年10月15日，他被召入总参谋长办公室。作為參謀部唯一的猶太人，在當時軍界濃厚的排猶主義氛圍中，他被命令听写了几个词和几句话后被當場逮捕，隨後被指控觸犯叛國罪。
10月31日，初步调查已经结束，一天后在媒体上德雷福斯就已经被称为叛徒。

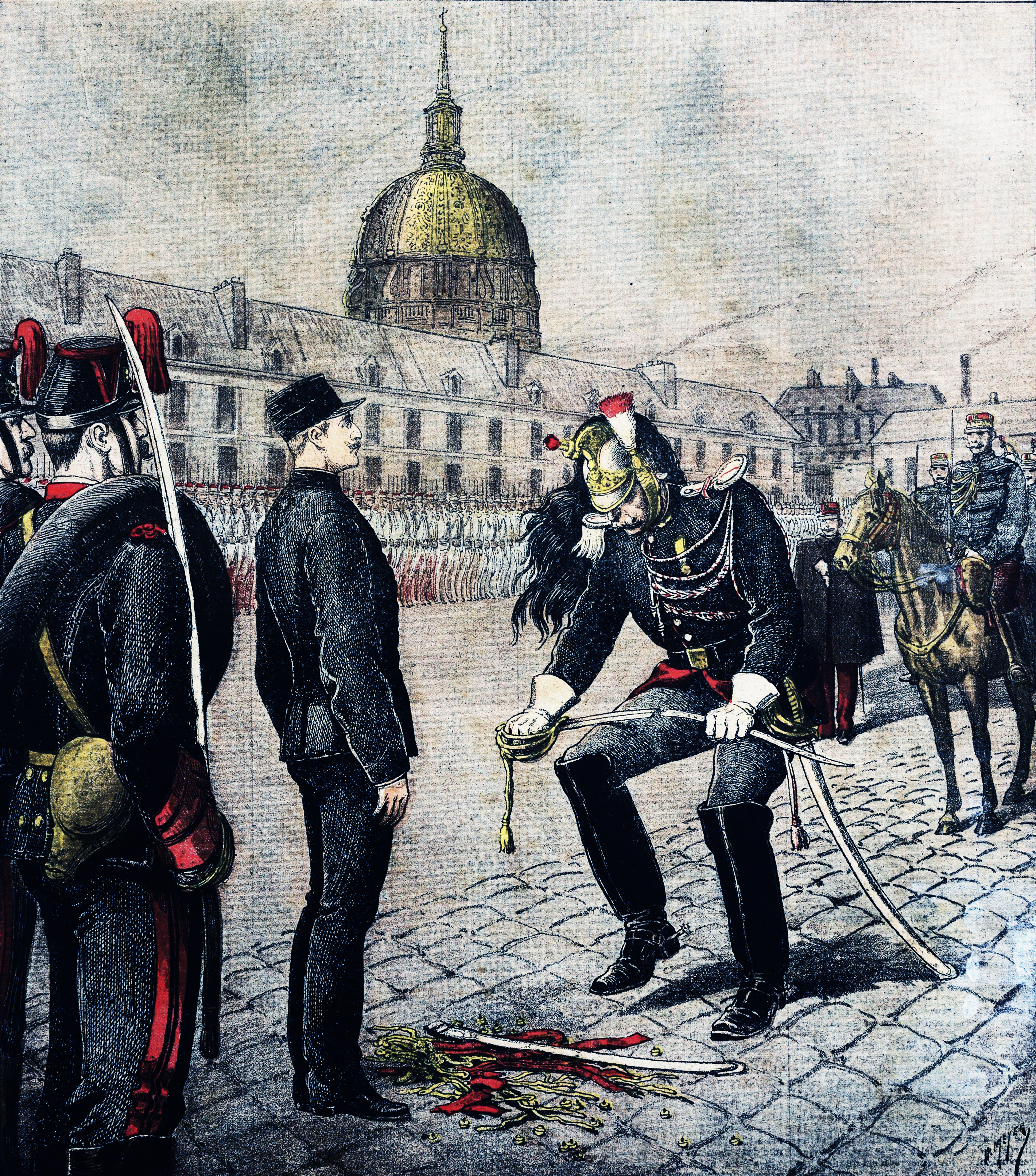
1895年1月13日法国《Le Petit Journal》副刊画报上描写剥夺德雷福斯军衔的画

11月3日，他在雷恩的军事法庭上被控出賣法國陸軍情報給德國，因此被裁定叛國罪名成立，因而遭到公開拔階並流放外島。但三份专家鉴定认为德雷福斯的手迹与那张告密纸上的手迹不同。此外，尽管著名人类学家和侦探学家阿方斯·贝蒂荣在辨认手迹方面没有经验，但是贝蒂荣的鉴认却认为两份手迹相同，法官最終听取了贝蒂荣的意见。贝蒂荣的鉴认被當作判德雷福斯有罪的主要证据。
德雷福斯声明自己无罪，但是无效。1894年12月19日至22日在法院由8名法官審判德雷福斯的罪狀，然而軍法官沒有任何一人具有炮兵專業的知識，因此也無法斷定該信件與德雷福斯之間的罪證因果關係。即便證據不足，但因為他的兄弟仍保有德國國籍，加重其「通德賣國」的嫌疑，法院一致判处他有罪并判处他终身流放到魔鬼岛。1895年1月5日在法国军校校园内一个刻意安排的「人格侮辱仪式」中，他被剥夺军衔，不久被送往魔鬼岛。同年4月他到达關押處并单独监禁，之後經歷長期的苦役折磨。

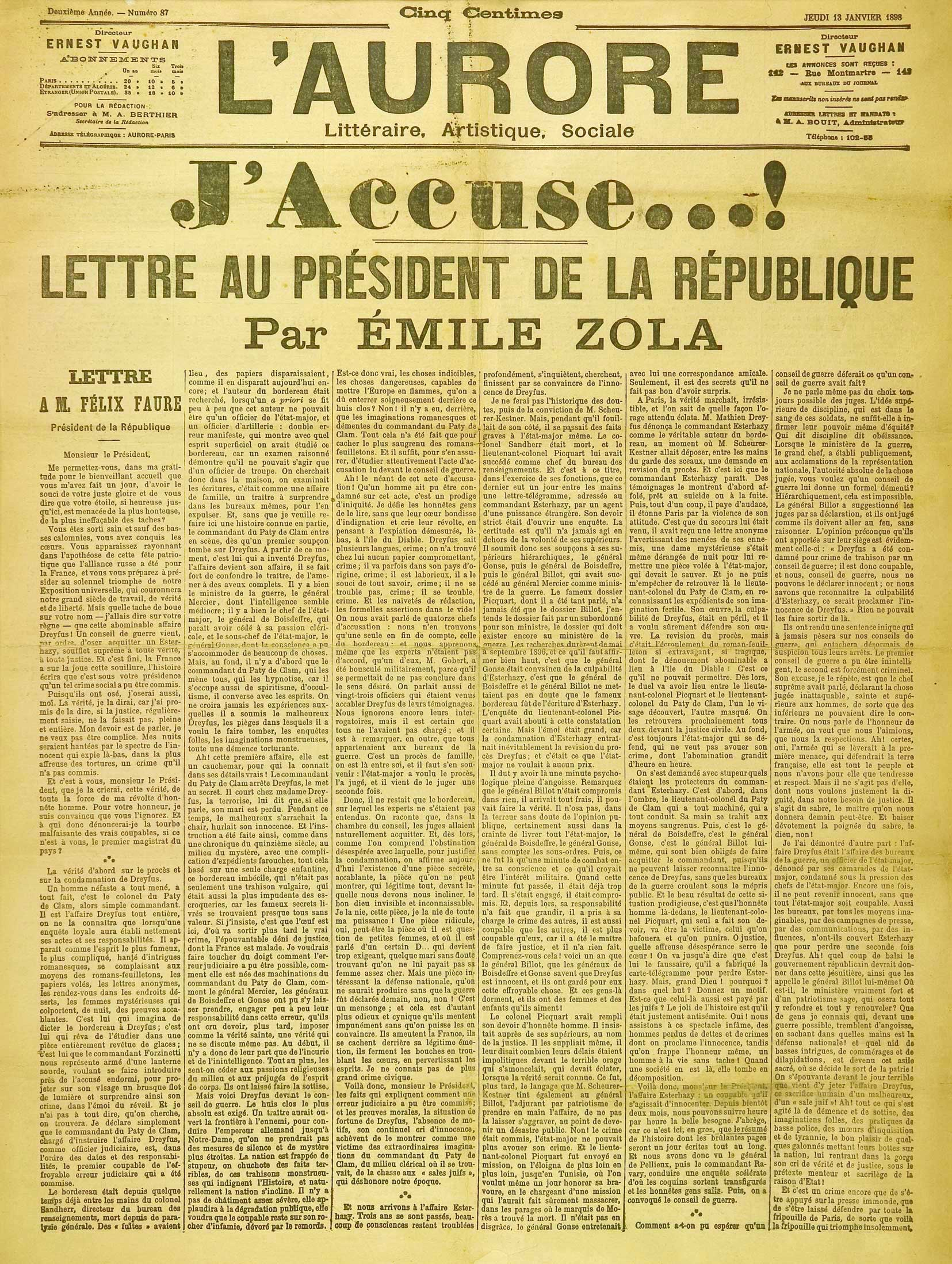
这是法国发生的一桩著名冤案，曾在法国社会引起了轩然大波，著名作家左拉在1898年1月以《我控诉》一篇檄文表达了自己的愤怒，掀起了滔天巨浪般地申冤救難行動。圖為《我控诉》原文

由于德雷福斯的猶太家人，尤其是相信他无罪的长兄马修，以及其他一些对此事关注的政界和媒介人士，德雷福斯没有就这样消失了。1896年新任情报机构领导人──信仰新教的乔治·皮卡尔上校获得线索：真正的叛徒应该是另一名总参谋部成员费迪南·瓦尔桑-埃斯特哈齐，於是皮卡尔向總參謀部報告此事，並要求重審德雷福斯案（雖然皮卡爾本人也是反猶主義者）。但是總參謀部卻認為承認錯誤會使軍方的「榮譽」掃地，加上皮卡尔的新教信仰使他在天主教的軍界形同異類，於是总参谋部下令皮卡尔缄默，年末他被调到突尼斯去了。但是皮卡尔在突尼斯向法国总统写了一份备忘录，而且这份备忘录落到了一名参议员手中。这名参议员打算暗中修改对德雷福斯的判决，但是遭到了军队将军们和政府的反对。1897年德雷福斯的兄弟──马修·德雷福斯也获悉了这份备忘录，他公开指责埃斯特哈齐为叛徒。埃斯特哈齐要求对自己进行调查，但是这个调查不了了之。1898年初对埃斯特哈齐进行的开庭审判也没有下落。在审判德雷福斯时作为证人出庭的将军们不肯修改他们的证词。而且以亨利少校為代表的高層軍官还在事后，假造对德雷福斯不利的证明，甚至也捏造假證據來打擊皮卡爾，連帶使皮卡爾撤職被捕。
1月11日埃斯特哈齐被判无罪导致许多人非常气愤。1月13日著名作家埃米尔·左拉在《极光》报中发表了写给法国总统菲利·福尔的《我控訴…！》（J'accuse）来声明德雷福斯遭受冤枉，左拉也因反對勢力的攻擊與法院判其毀謗罪成立──處一年徒刑而流亡英國，以躲避政府的抓捕及狂熱派的刺殺。

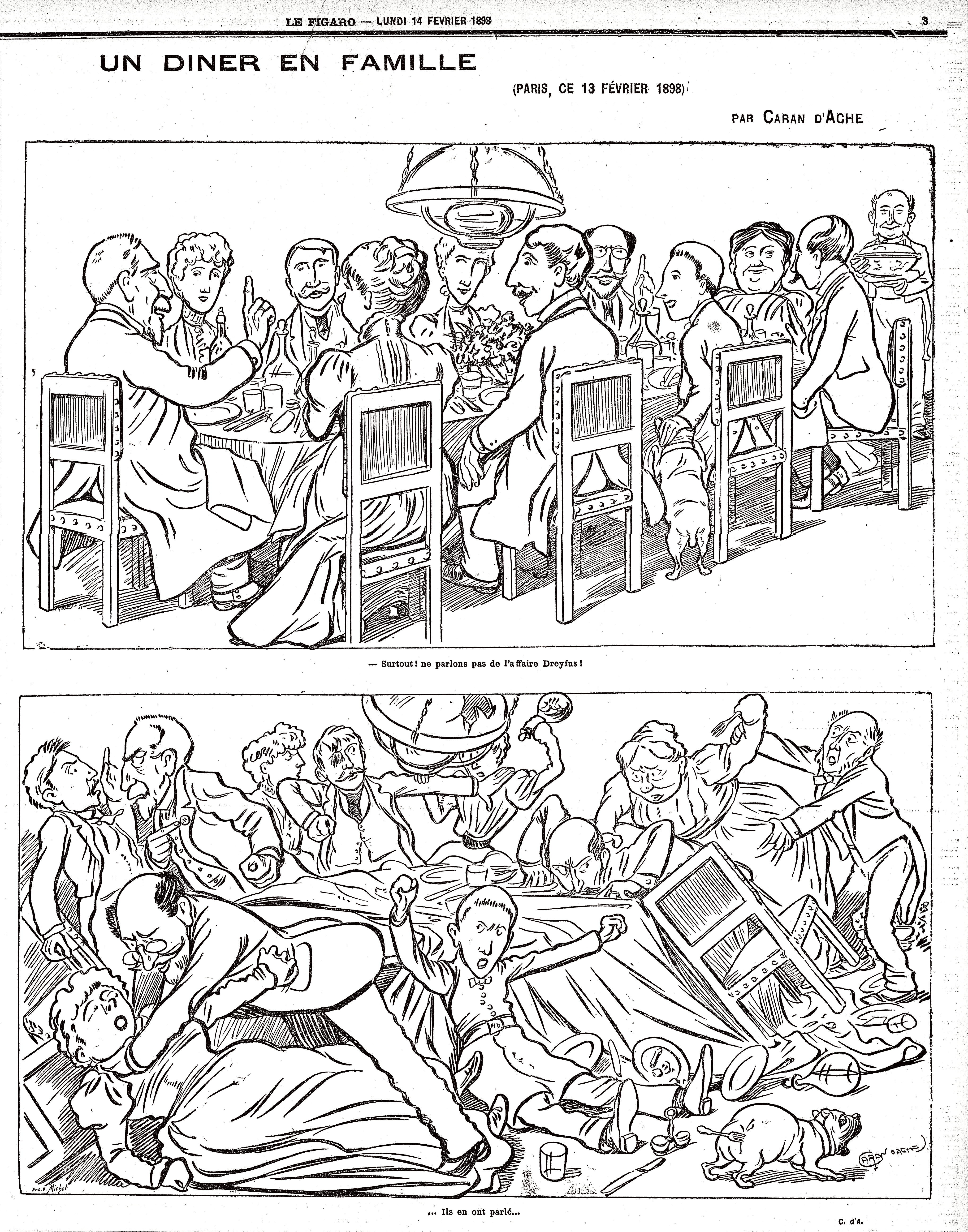
諷刺畫：原來衣冠楚楚、親密團結的上流家族，如何在餐桌上因討論德雷福斯案而各分兩派，最終撕破臉面、扭打一團（1898年4月刊登在《Le Figaro》報刊上）

整个法国社会因为德雷福斯事件爆发非常强烈的争议，但也帶起了「進步人士」如克里蒙梭、饒勒斯等對德雷福斯的強烈支持，要求徹底檢討冤獄事件的高層及保守派的軍方、教會勢力。这一事件也间接导致了著名自行车赛事环法自行车赛的诞生。
報章閱讀運動也因左拉帶起的攻防爭論而大規模興起，自1898年始讀報正式成為全民運動，也帶動大規模的民眾政治運動，譬如1898-1899年間，巴黎的新聞紙用量是之前的三倍。在1898整整一年中，正反兩派都發起遊行示威、互相叫囂，相信德雷福斯清白的支持派高喊：「把那些可惡的軍官通通關進監獄！」；反對派則在砸爛克里蒙梭住家的窗戶之後，厲聲叫囂：「殺死左拉！」、「打死猶太人！」。
当时法国从上到下，包括政府、军队、教会、报界、政党、团体、家庭，几乎都分裂成赞成支持和反对两派，斗争异常激烈：亲朋之间因争论反目；有的夫妇因此而离婚；即便是家人亲友团聚，只要谈及此案，也会争得面红耳赤，甚至撕破臉面、互相扭打。

## 重审和赦免
1898年7月和9月，德雷福斯的妻子两次向司法部长伸冤，均被拒绝或者传给了一个委员会。一開始國防部長卡芬雅克還在議會宣稱：軍方握有「鐵打一般的證據」證明德雷福斯有罪，但是最后政府还是讓檢調行动起來，以對應高漲的輿論爭議。9月末一个上诉法院开始重审1894年的案子，情報處亨利少校偽造打擊德雷福斯的假文件與證據因此暴露，他被捕後坦承罪行，不久以刀片割喉自殺，而真正的叛國罪犯埃斯特哈齊則棄職逃亡到英國。在巨大的輿論壓力下，參謀總長布瓦代夫與國防部長卡芬雅克皆辭職下台。1899年6月该法院宣布对德雷福斯的判决无效，把该案子重新送往雷恩的军事法庭。德雷福斯被押回法国。在8月的审判中他又被判有罪，但是获得减轻，他被判十年关押。新法国总统埃米勒·盧貝告诉他假如他接受不再上诉的条件的话可以立刻获得赦免。9月15日德雷福斯接受了这个条件，这使得许多同情他的人感到失望，如克里蒙梭就痛批德雷福斯是個不成器的「賣鉛筆商人」。激烈的反對派則因1898年9月亨利少校作偽證、自殺，使軍方蒙羞而感到怒火中燒，在全國多處燒毀猶太教堂，並發生軍方多次預謀政變的未遂事件。
德雷福斯和他的家庭隐居并写了一份回忆录。1901年他发表了《1894年至1899年，我生活中的五年》（Cinq années de ma vie 1894–1899）。

## 平反

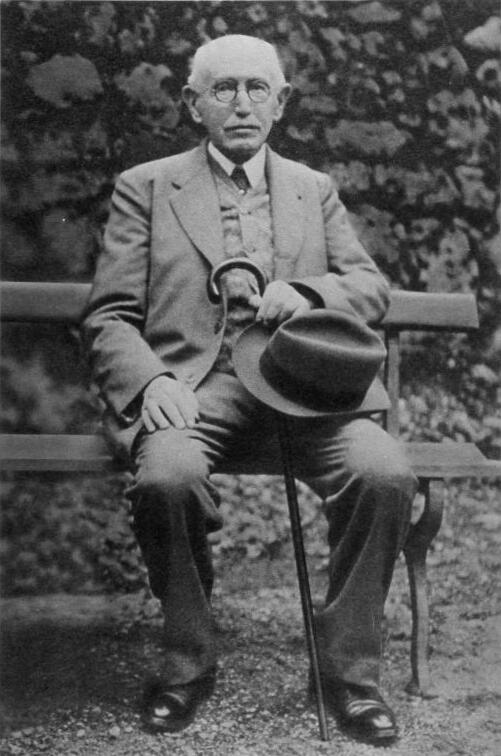
1935年經過平反、一戰、大蕭條而年邁的德雷福斯，於當年病逝

1902年立場偏左的「進步派」在选举中获胜后，政治环境開始逆轉，德雷福斯案件又重新被審理。1903年最高上诉法院把后来的那次审判也否定了，並展開兩年多的徹底調查。1902年9月左拉過世，死因是被家裡壁爐的煤煙給嗆死。
1906年7月12日，法國最高法院正式將德雷福斯的有罪判决撤消，德雷福斯得到平反，受牽連而一度被監禁的皮卡爾也晉升為准將，之後更成為陸軍部長。此后政府立即举行盛大仪式，讓德雷福斯重新入隊、晉升为少校，並獲授法國榮譽軍團勳章。而當初打壓德雷福斯的高層軍方，只有亨利少校自殺伏法，其他人的罪責沒有被直接追究，但大量軍方高層官員在1902年開始的反教權改革中被撤職，軍隊正式並徹底地「共和化」（清除君主派人士）、國家化（民選政府終於能直接控制、監督軍隊），也終結了軍界原來的天主教沙文主義思想。1908年德雷福斯遭刺客槍擊而受輕傷，他在1914年參加第一次世界大戰，於1935年過世。

## 影响

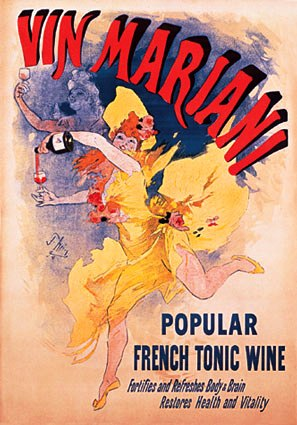
1894年一張主打酒飲的海報廣告，充分捕捉了法國美好年代（1880-1914年）的時代精神──活力奔放

- 催生社會改革運動：事件真相大白後，法國社會不得不正視自身反犹太主义的傳統，並引發了一場大規模的爭論，全國上下分裂成支持德雷福斯與否的正反兩派：支持者多為激進共和主義與社會主義人士代表的進步派，反對派為反猶主義、軍方（背後是向德復仇的極端民族主義）、君主立憲派、天主教會等代表的保守派。進步派先鋒人物，埃米爾·左拉，1898年因為仗義執言而不得不遠遁英國避難，隔年才獲得政治保護而返回法國。此後隨著左拉帶起的報章言論串連運動大規模支持德雷福斯的清白，進步派力量終於在1900年代前半壓過保守派力量，於是有1905年法國政教分離法的通過，作為此社會運動的高峰。運動也使激進共和派從1902年到1940年掌握國會多數並主導歷屆政府（總理也多為激進共和派），代表人物是1906-1909年「老虎」克里蒙梭擔任三年的激進黨總理，任內鐵腕整肅官僚界的慵懶無能，以及超大規模罷工的爭論事件；這時期（1902-1914年）通過的「進步」立法包含：1904年的十小時工作制、1910年後的（工人）養老金救濟法與累進稅制度。這些爭吵不休但生機勃勃的黨派事件，配合文藝進步、經濟繁榮的時代氛圍，都使一戰後的大多數法人，將戰前的吵鬧與改革時光稱為「美好年代」，並長期且深度地眷戀懷念。[4][9]

- 1903年環法自行車賽的誕生：在這場猶太人軍官的爭論中，一些反猶的報人和廣告商不滿當時法國最大的體育報紙Le Vélo的立場，決定另辦一家雜誌拆台。這一新雜誌，L'Auto，是當今法國《隊報》的前身。而第一場環法自行車賽就是L'Auto為了推銷和競爭，於1903年1月29日擬定的。最早設想的是一個5星期的比賽（從5月31日到7月5日），結果只有15人報名。L'Auto的編輯德格朗日（Desgrange）於是把賽程改為19天，並給參賽者予以補貼。這賽事便是往後一般於每年夏季7月初舉辦的環法自行車賽。比賽最後有60人報名，其中有一些形形色色的業餘人物，包括街頭潦倒之輩和楞頭青，一下子搞得沸沸揚揚。

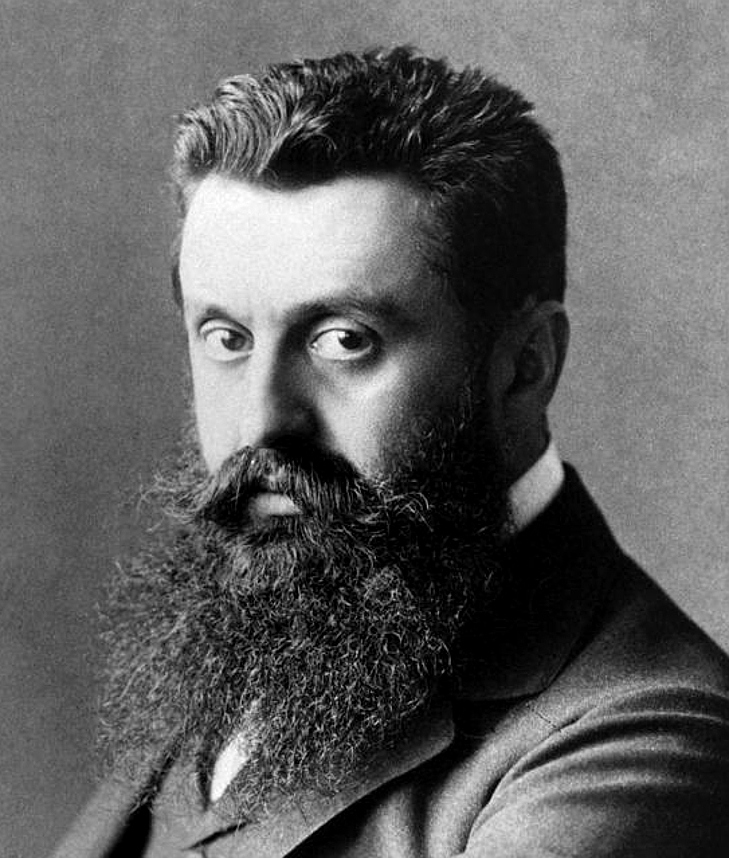
「現代以色列國父」的西奧多·赫茨爾，在德雷福斯冤獄後，創立猶太復國代表大會

- 猶太復國主義的呼聲上揚：在西方的猶太人眼中，這場十多年的反猶、平反運動，大大促升了歐洲的猶太復國主義，替未來的以色列建國推了一大把。譬如被譽為「現代以色列國父」的西奧多·赫茨爾，就因德雷福斯案，而在1896年以奧匈帝國記者的身分出版《猶太國》一書，從此徹底改變了他的事業和生活。書中宣稱：歐洲的「猶太人問題」不是社會問題或宗教問題，而是民族問題，其解決方法是建立猶太人的自治國家。赫茨爾當時為一家奧匈帝國的報社報導此事件，並目擊了德雷福斯案宣判後，一大群人在巴黎大規模遊行並高喊「猶太人該死」，顯然這些經歷使他認識到和排猶主義對抗是不可能成功的。[12][13]
- 反猶主義的後續──二戰時的法國猶太人大屠殺：雖然經過德雷福斯事件的巨大打擊，法國的反猶主義仍存有一定的影響力，這表現在二戰時與希特勒結盟的維奇法國，貝當政府「主動且樂意地」參與納粹猶太人大屠殺行動，不但大量沒收、侵佔猶太人經營的工廠與店舖，更將7.5萬的法國猶太人送入集中營，導致他們幾乎全部罹難，是為法國猶太人大屠殺。罹難者佔法國34萬猶太總人口的22%，其中就包含德雷福斯的孫女。[14]

## 相关作品
- 《我控诉》，改编自事件的2019年电影

### 引用
1. ↑  王曾才，《西洋近世史》，頁694-700
2. ↑  . 博客來.
3. ↑  林慧萍. .  (碩士论文). 國立臺灣師範大學: 110頁. 2003年  [2024-10-20]. （原始内容存档于2024-12-25）.
4. 1 2 3 4 5  陳文海，《法國史》，頁413-422
5. ↑  霍布斯邦，《帝國的年代：1875-1914》，北京：國際文化出版，2006，第四章、十一章
6. ↑  Philip Lee Ralph等 著，文從蘇、谷意 等 譯，《世界文明史後篇：從工業革命到現代》，（台北：五南，2009），頁212
7. ↑  張芝聯主編，《法國通史》，頁430
8. 1 2 3 4 5  吳圳義，《法國史》，頁342-344
9. 1 2 3  G. de Bertier de Sauvigny，《法國史》，頁345-358
10. ↑  張芝聯主編，《法國通史》（北京：北京大學出版社，2009），頁433-436
11. ↑   (PDF).   [2014-08-05]. （原始内容存档 (PDF)于2011-05-14）.
12. ↑  Benny Morris，《Victims: History revisits the Arab–Zionist conflict》，2003年出版，頁29-34
13. ↑  Cohn, Henry J.，〈Theodor Herzl's Conversion to Zionism〉，《Jewish Social Studies》，Vol. 32, No. 2 (1970年4月),頁101–110, Indiana University出版
14. ↑  Jean-Benoit Nadeau等，《六千萬個法國人錯不了》，頁88-100